# Gunung Agung (Lubuk Sandi)
Gunung Agung is een bestuurslaag in het regentschap Seluma van de provincie Bengkulu, Indonesië. Gunung Agung telt 718 inwoners (volkstelling 2010).